# Multivector
En àlgebra multilineal, un multivector, de vegades anomenat nombre de Clifford o multor, és un element de l'àlgebra exterior Λ(V) d'un espai vectorial V. Aquesta àlgebra és graduada, associativa i alterna, i consta de combinacions lineals de k-vectors simples (també coneguts com a k-vectors descomposables o k-palmes) de la forma
{\displaystyle v_{1}\wedge \cdots \wedge v_{k},}
on {\displaystyle v_{1},\ldots ,v_{k}} estan en V
Un k-vector és una combinació tan lineal que és homogènia de grau k (tots els termes són k-palpes per a la mateixa k). Depenent dels autors, un "multivector" pot ser un k-vector o qualsevol element de l'àlgebra exterior (qualsevol combinació lineal de k -blades amb valors potencialment diferents de k ).
En geometria diferencial, un k-vector és un vector de l'àlgebra exterior de l'espai vectorial tangent; és a dir, és un tensor antisimètric obtingut prenent combinacions lineals del producte exterior de k vectors tangents, per a algun nombre enter k ≥ 0. Una k-forma diferencial és un k-vector a l'àlgebra exterior del dual de l'espai tangent, que també és el dual de l'àlgebra exterior de l'espai tangent.
Per a k = 0, 1, 2 i 3, k-vectors sovint s'anomenen respectivament escalars, vectors, bivectors i trivectors; són, respectivament, duals a 0-formes, 1-formes, 2-formes i 3-formes.

## Producte exterior
El producte exterior (també anomenat producte de falca) utilitzat per construir multivectors és multilineal (lineal en cada entrada), associatiu i alternatiu. Això significa que per als vectors u, v i w en un espai vectorial V i per als escalars α, β, el producte exterior té les propietats:
- Lineal en una entrada: {\displaystyle \mathbf {u} \wedge (\alpha \mathbf {v} +\beta \mathbf {w} )=\alpha \mathbf {u} \wedge \mathbf {v} +\beta \mathbf {u} \wedge \mathbf {w} ;}
- Associatiu: {\displaystyle (\mathbf {u} \wedge \mathbf {v} )\wedge \mathbf {w} =\mathbf {u} \wedge (\mathbf {v} \wedge \mathbf {w} );}
- Alternant: {\displaystyle \mathbf {u} \wedge \mathbf {u} =0.}

El producte exterior de k vectors o una suma d'aquests productes (per a un sol k) s'anomena multivector de grau k, o k -vector. El grau màxim d'un multivector és la dimensió de l'espai vectorial V.
La linealitat en qualsevol entrada juntament amb la propietat alterna implica linealitat en l'altra entrada. La multilinealitat del producte exterior permet expressar un multivector com una combinació lineal de productes exteriors de vectors base de V. El producte exterior de k vectors base de V és la forma estàndard de construir cada element base per a l'espai de k -vectors, que té una dimensió (n
k) a l'àlgebra exterior d'un espai vectorial n-dimensional.

## Àrea i volum
El k -vector obtingut a partir del producte exterior de k vectors separats en un espai n -dimensional té components que defineixen els (k − 1) -volums projectats del k-paral·lelòtop abastat pels vectors. L'arrel quadrada de la suma dels quadrats d'aquests components defineix el volum del k-paral·lelotop.
Els exemples següents mostren que un bivector en dues dimensions mesura l'àrea d'un paral·lelogram, i la magnitud d'un bivector en tres dimensions també mesura l'àrea d'un paral·lelogram. De la mateixa manera, un tres vector en tres dimensions mesura el volum d'un paral·lelepípede.
És fàcil comprovar que la magnitud d'un tres vector en quatre dimensions mesura el volum del paral·lelepípede abastat per aquests vectors.

## Exemples
- 0-vectors són escalars;
- 1-vectors són vectors;
- 2-vectors són bivectors;
- (n − 1)-vectors són pseudovectors;
- Els n-vectors són pseudoescalars.

En presència d'una forma de volum (com ara un producte interior i una orientació), els pseudovectors i pseudoescalars es poden identificar amb vectors i escalars, cosa que és habitual en el càlcul vectorial, però sense una forma de volum això no es pot fer sense fer un arbitrari. elecció.
En l'àlgebra de l'espai físic (l'àlgebra geomètrica de l'espai 3 euclidià, utilitzada com a model de (3+1)-espai-temps), una suma d'un escalar i un vector s'anomena paravector i representa un punt de l'espai-temps (el vector l'espai, l'escalar el temps).